# トラック 2 1/2t 4×4 / 4×2

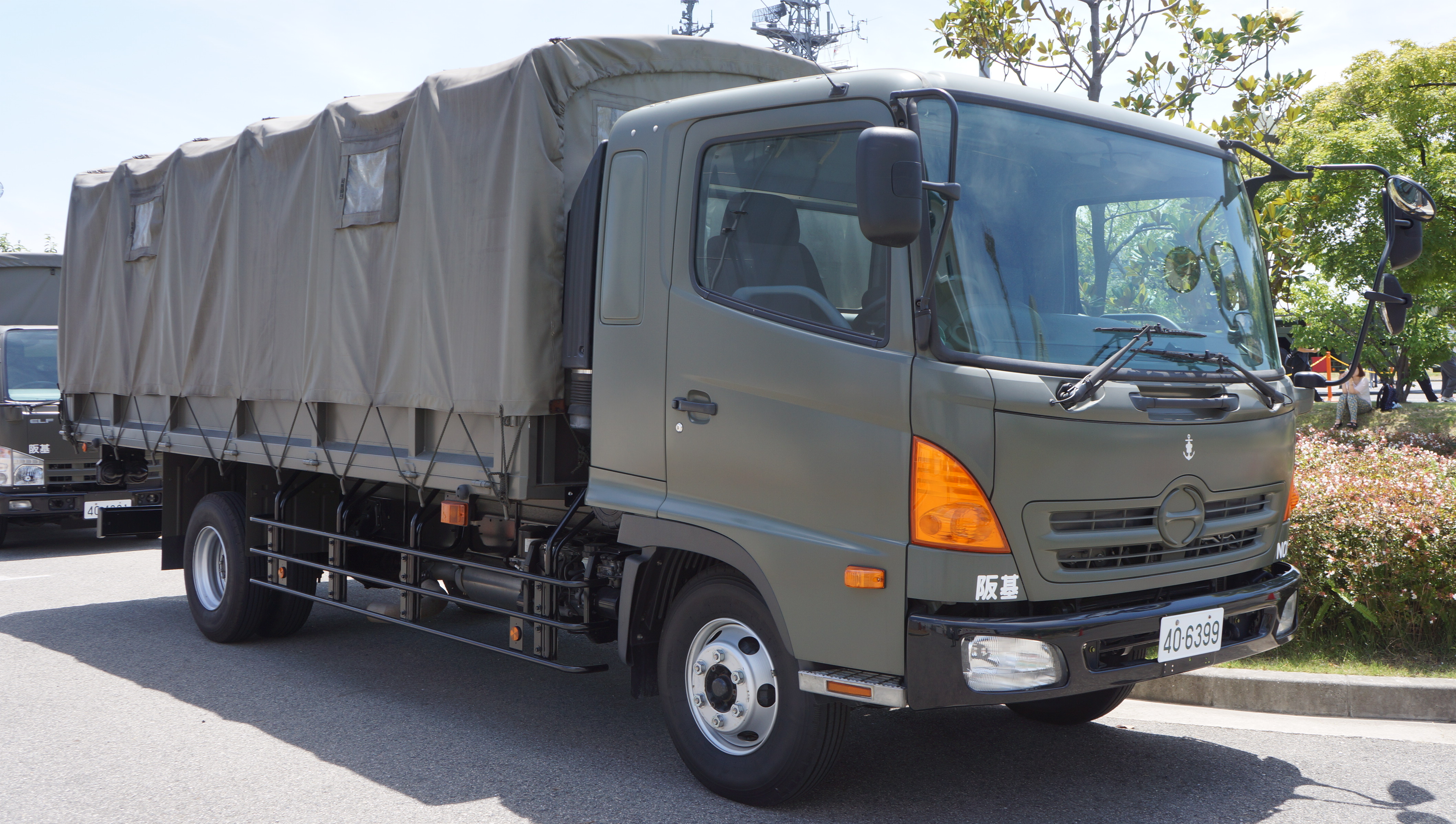
阪神基地隊配備車（日野 レンジャー）

トラック 2 1/2t 4×4 / 4×2（トラックにとにぶんのいっトンよんりんくどう/にりんくどう）は、自衛隊で物資・人員輸送に使われるトラックの一つであり、民生型トラックに準じた仕様である。大きなくくりとして業務トラックとも呼ばれる。

## 特徴
自衛隊制式の73式中型トラック（1 1/2tトラック）、73式大型トラック（3 1/2tトラック）とは異なり、構成はより民生品に近い。トラックメーカー各社における4tクラストラックの市販車に準じた仕様で、民間仕様と異なる点は荷台・塗装程度である。
73式中型トラック、73式大型トラックは作戦運用を想定して制作されているのと対照に、本車は基本的に平時の各種物資等輸送に用いられる。2 1/2tとは、2トン半、つまり2500kgを指し、不整地走行もしくは重要物件を輸送する場合の最大積載量であり、通常の場合は車両ごとにメーカーが定めた最大積載量まで積載することができる。
四輪駆動の物はトラック 2 1/2t 4×4、二輪駆動の物はトラック 2 1/2t 4×2と呼ばれる。
車輌の仕様は民間向けと基本的に同一であるものの、大多数を占める幌仕様車は人員輸送も可能である。荷台に数十人を乗せることができ、73式中型トラック等のような折り畳み式木製ベンチシートが備えられている。このため、車両自体は中型自動車だが乗車定員により大型自動車扱いになるため、運転免許は大型自動車免許が必要となる。
音楽隊の楽器は専用の楽器運搬車で運ばれるが、これもトラック 2 1/2t 4×4 / 4×2の一種である。

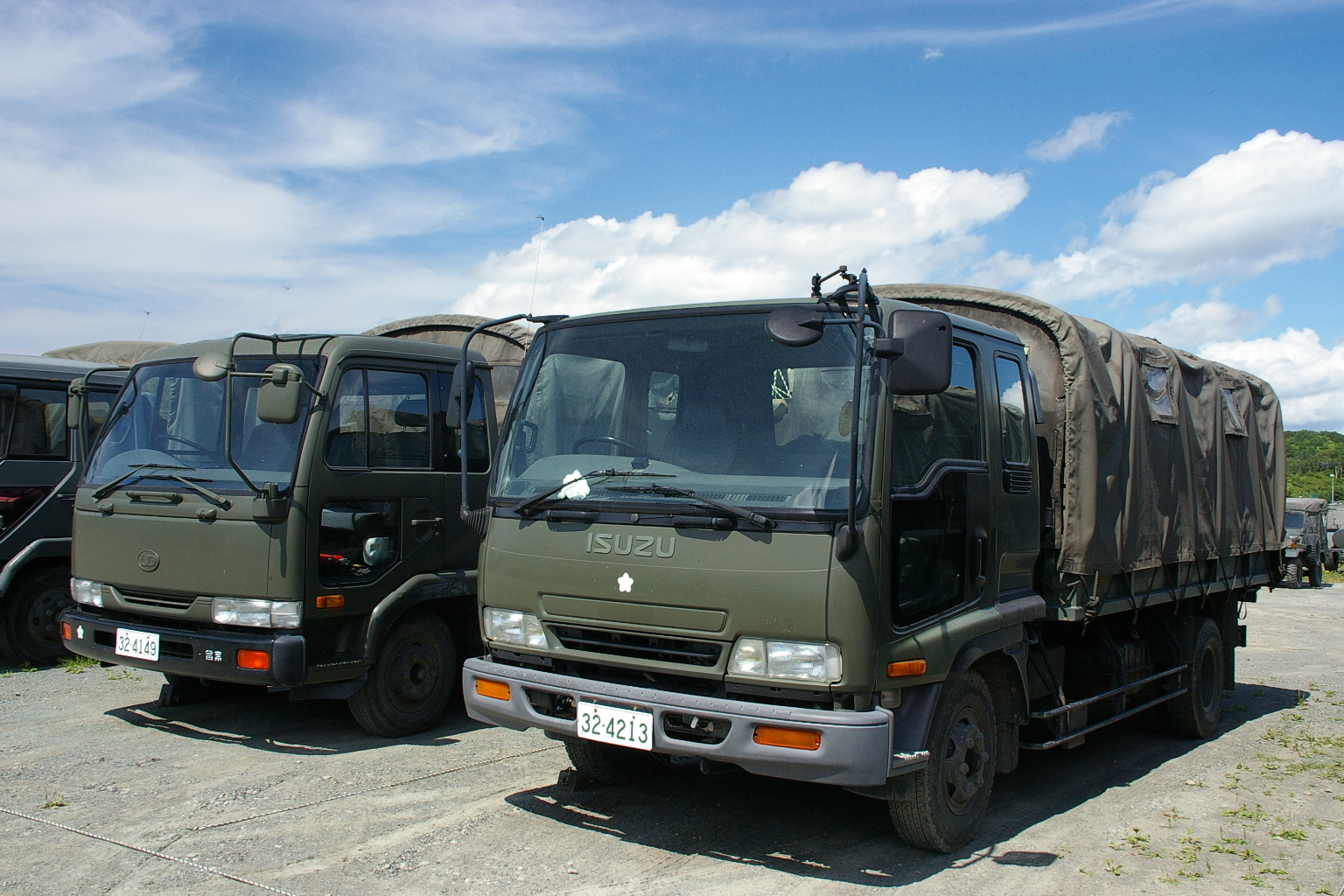
陸上自衛隊配備車。メーカーは様々である。（左：UD コンドル、右：いすゞ フォワード）
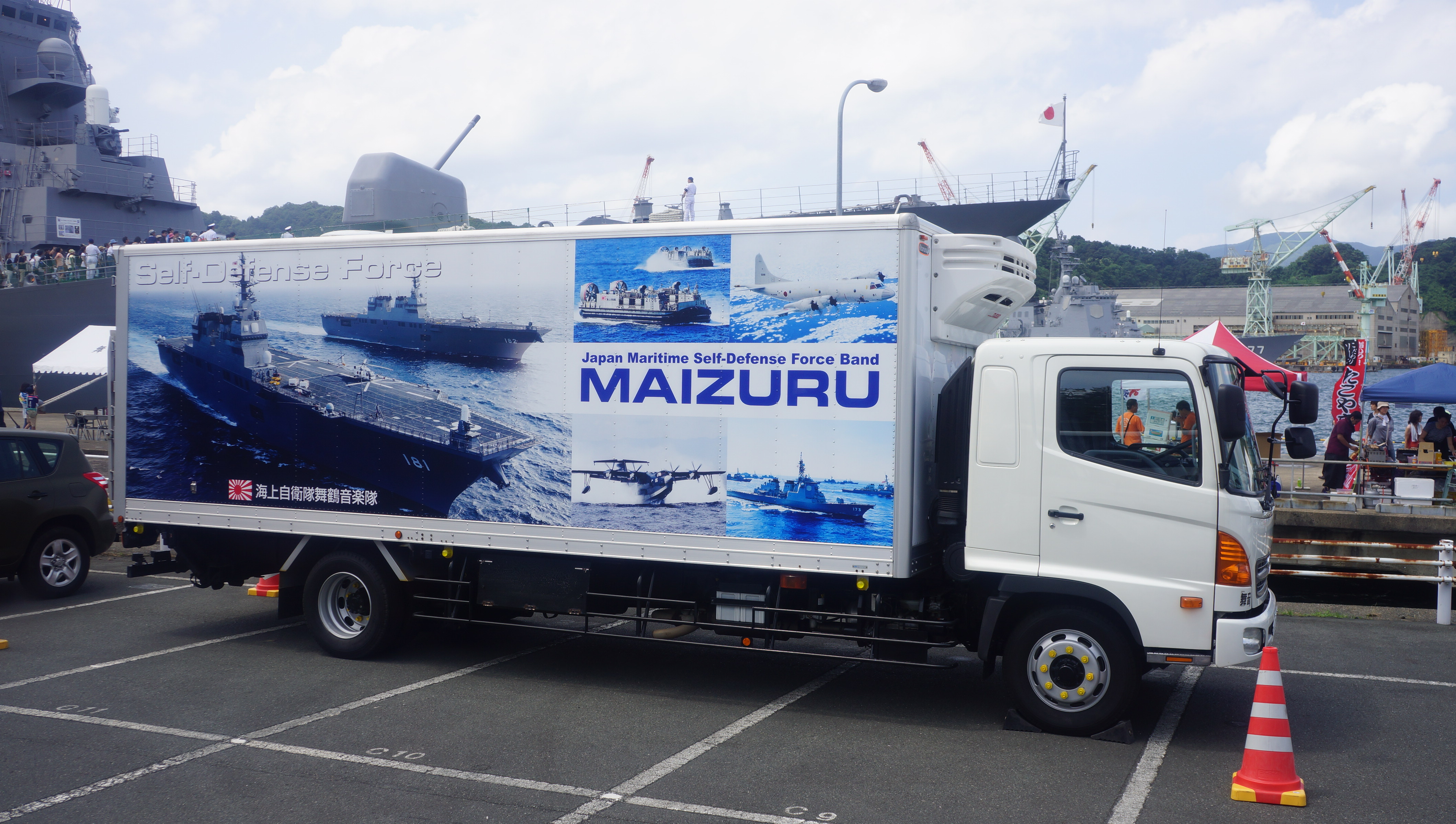
舞鶴音楽隊の楽器運搬車（日野 レンジャー）

## 諸元
民間のものと同じ
- 日野・レンジャー
- いすゞ・フォワード
- 三菱ふそう・ファイター
- UD・コンドル

## 製造
調達は競争入札であるため複数社の車輌が混在している。
- 日野自動車
- いすゞ自動車
- 三菱ふそうトラック・バス
- UDトラックス（旧:日産ディーゼル）

など